# Дентіпелліс ламкий
Дентіпелліс ламкий (Dentipellis fragilis) — вид грибів роду дентіпелліс (Dentipellis). Гриб класифіковано у 1962 році.

## Будова
Плодове тіло м'яко-перетинчасте, при висиханні крихке, від білуватого спочатку до жовтуватого і вохряного кольору, розміром до 10 см і більше. Край вільно відокремлюється, часто відігнутий. Гіменофор складається з шипів розміром 0,5-9 0,1-0,4 мм.

## Життєвий цикл
Плодові тіла спостерігаються в липні — вересні.

## Поширення та середовище існування
Ареал охоплює Європу, Кавказ, Сибір, Середню Азію, Далекий Схід. Зустрічається в широколистяних, вільхових і ялинових, часто сирих і тінистих лісах. Мешкає і утворює плодові тіла на старій, позбавленій кори деревині листяних порід (клена, вільхи чорної, граба звичайного та ін.). Плодові тіла зустрічаються поодиноко або малими групами. Чисельність популяції не встановлена. Піддається лабораторному культивуванню.
В Україні — рідкісний вид. Зустрічається в Розтоцько-Опільських лісах та на Прикарпатті.

## Природоохоронний статус
Включений до Червоної книги Білорусі. Охороняється в Польщі.